# Rico Sasaki
Rico Sasaki (japanisch 佐々木 李子 Sasaki Riko; * am 10. November 1997 in Akita, Präfektur Akita) ist eine japanische Schauspielerin, Anime-Synchronsprecherin (Seiyū) und Sängerin.
Sie stand bei der Talentagentur Honeycomb Entertainment unter Vertrag. Ihr Debüt in der Unterhaltungsindustrie hatte Sasaki im Jahr 2008, als sie im Musical Annie den namensgebenden Charakter spielte.
Seit 2014 ist sie als Musikerin aktiv und ab 2016 tritt sie als Synchronsprecherin in Erscheinung.

## Karriere
Geboren wurde Rico Sasaki am 10. November 1997 in der Präfektur Akita. Zum Teil durch ihre Großmutter beeinflusst, entwickelte sie im frühen Kindesalter ein erstes Interesse an Musik, sodass sie in ihrer Zeit an der Grundschule begann, Gesangsunterricht zu nehmen. Als sie im dritten Schuljahr war, sah sie eine Musicalaufführung des Stückes Annie, was sie dazu inspirierte später Schauspielerin werden zu wollen. Die Anregung ihres Lehrers hatte zur Folge, dass sie an einem Vorsprechen für eine Rolle im Stück Annie teilnahm und sich letztlich gegen ungefähr 9.000 Mitbewerberinnen durchsetzte und die Hauptrolle erhielt.
Im Jahr 2013 nahm sie an einem Wettbewerb teil, welcher von Teichiku Records organisiert wurde, gewann diesen gegen mehr als 3.800 Teilnehmern und erhielt einen Plattenvertrag. Sie startete ihre musikalische Karriere unter dem Namen Rico und veröffentlichte ihre Debütsingle Come and Get It! am 23. Juli 2014. Im gleichen Jahr wurde sie von der Künstleragentur Honeycomb Entertainment unter Vertrag genommen. Im Jahr 2016 wechselte zu Victor Entertainment.
Im Jahr 2016 machte Sasaki ihren Abschluss an der künstlerisch ausgerichteten Tokiwagi-Oberschule in Sendai. Im gleichen entschied sie, ihre Aktivitäten in der Unterhaltungsbranche unter ihrem vollen Namen zu absolvieren und veröffentlichte im Juli 2016 ihre Single Kasabuta/Omoi no Kakera/Dream Climber. Auch startete sie ihre Karriere als Synchronsprecherin im selben Jahr. Die Entscheidung, eine Karriere in der Synchronsprecherbranche zu starten, traf Sasaki in ihrer Zeit an der Mittelschule nachdem eine Freundin sowie ein Mitarbeiter ihrer Agentur sie dazu überreden konnten. Zu ihren frühesten Sprechrollen zählt der Charakter Nanami in der Anime-Fernsehserie Clione no Akari.
Gemeinsam mit der Sängerin Kyoca gründete Sasaki im Jahr das Musikduo Re-Connect, welches sich allerdings im Folgejahr wieder auflöste nachdem Kyocas Vertrag bei ihrer Agentur aufgelöst wurde. Das im Februar 2018 veröffentlichte Lied Ashita e no Kaze ist als eines von mehreren Liedern in der Abspannsequenz der 2017 im japanischen Fernsehen gezeigten Animeserie Duel Masters zu hören. Für das Franchise steuerte sie später weitere Stücke bei, die als Titelmusik fungierten.
In der Animeserie Dropkick on My Devil! sprach sie den Charakter Poporon. Ebenso ist Sasaki als Daia Nijinosaki im Anime Kiratto Pri Chan zu hören. Mit Play the World interpretierte sie in der Anime-Produktion zur Light-Novel-Reihe Bofuri die Abspannmusik. Mit der gleichnamigen Single gelang ihr erstmals der Einzug in die Top-50 der heimischen Oricon-Singlecharts. Im Jahr 2021 sprach Sasaki den Charakter Ayako Yamada in der Anime-Fernsehserie Kageki Shojo!!.
Rico Sasaki veröffentlichte ihr Debütalbum Mabuta no Ura ni Utsuru Mono im August des Jahres 2018. Bereits ein Jahr später kam ihr zweites vollwertiges Musikalbum Kātenkōru o Yurashite auf den Markt. Mit Start! erschien am 10. November 2020 sowohl eine Extended Play mit sieben Stücken als auch eine Single mit drei unterschiedlichen Liedern samt Instrumentalversionen. Mit Akatsuki und Yoi erschienen am 19. April 2023 gleichzeitig ihre zweite und dritte EP. Mit Majestic Catastrophe veröffentlicht Sasaki im August 2025 ihre inzwischen neunte Single, dessen gleichnamiges Lied in der Abspannsequenz des Anime Apocalypse Bringer Mynoghra zu hören ist. In dieser Serie leiht sie außerdem dem Charakter Emle ihre Stimme.
Im April des Jahres 2023 wurde die fiktive Symphonic-Metal-Gruppe Ave Mujica, die ein Bestandteil des BanG-Dream!-Medienfranchises ist, gegründet, wobei die Identitäten der Musikerinnen der real existierenden Band bei den ersten Konzerten geheim gehalten wurden. Die fiktiven Musikerinnen wurden mit der Ausstrahlung der dreizehnten Folge der Animeserie BanG Dream! It’s MyGO!!!!! am 16. September 2023 offiziell vorgestellt, während die Mitglieder der realen Musikgruppe im April 2024 bekanntgegeben wurden. Sasaki fungiert in der Gruppe als Sängerin und Gitarristin und verkörpert in der Animeserie sowie im Handyspiel des Franchises den Charakter Uika Misumi.

## Diskografie

### Solo

#### Alben
| Jahr | Titel                        | Höchstplatzierung, Gesamtwochen, AuszeichnungChartsChartplatzierungen (Jahr, Titel, Platzierungen, Wochen, Auszeichnungen, Anmerkungen) | Anmerkungen                             |
| Jahr | Titel                        | JP | Anmerkungen                             |
| ---- | ---------------------------- | --- | --------------------------------------- |
| 2018 | Mabuta no Ura ni Utsuru Mono | JP205 (1 Wo.)JP | Erstveröffentlichung: 22. August 2018   |
| 2019 | Kātenkōru o Yurashite        | JP279 (1 Wo.)JP | Erstveröffentlichung: 20. November 2019 |

#### EPs
| Jahr | Titel    | Höchstplatzierung, Gesamtwochen, AuszeichnungChartsChartplatzierungen (Jahr, Titel, Platzierungen, Wochen, Auszeichnungen, Anmerkungen) | Anmerkungen                             |
| Jahr | Titel    | JP | Anmerkungen                             |
| ---- | -------- | --- | --------------------------------------- |
| 2020 | Start!   | JP108 (1 Wo.)JP | Erstveröffentlichung: 10. November 2020 |
| 2023 | Akatsuki | JP78 aJP | Erstveröffentlichung: 19. April 2023    |
| 2023 | Yoi      | JP79 aJP | Erstveröffentlichung: 19. April 2023    |

#### Singles
| Jahr | Titel Album                                              | Höchstplatzierung, Gesamtwochen, AuszeichnungChartsChartplatzierungen (Jahr, Titel, Album, Platzierungen, Wochen, Auszeichnungen, Anmerkungen) | Anmerkungen                                                                       |
| Jahr | Titel Album                                              | JP | Anmerkungen                                                                       |
| --- | -------------------------------------------------------- | --- | --------------------------------------------------------------------------------- |
| als Rico |                                                          | |                                                                                   |
| |                                                          | |                                                                                   |
| 2014 | Come and Get It!! –                                      | JP160 (… Wo.)JP | Erstveröffentlichung: 23. Juli 2014                                               |
| 2015 | Quick City –                                             | — | Erstveröffentlichung: 21. Januar 2015                                             |
| als Rico Sasaki |                                                          | |                                                                                   |
| |                                                          | |                                                                                   |
| 2016 | Kasabuta/Omoi no Kakera/Dream Climber –                  | — | Erstveröffentlichung: 22. Juli 2016                                               |
| 2017 | Recollections –                                          | — | Erstveröffentlichung: 21. Juni 2017                                               |
| 2018 | Ashita e no Kaze –                                       | JP165 (1 Wo.)JP | Erstveröffentlichung: 21. Februar 2018 Abspann: Duel Masters (2017)               |
| 2019 | Tsumugu Logic Music Selection Type A: Blooming –         | JP68 (2 Wo.)JP | Erstveröffentlichung: 09. Januar 2019                                             |
| 2019 | Tsumugu Logic Music Selection Type B: Freedom –          | JP123 (2 Wo.)JP | Erstveröffentlichung: 09. Januar 2019                                             |
| 2019 | Tsumugu Logic Music Selection Type C: Blooming/Freedom – | JP191 (1 Wo.)JP | Erstveröffentlichung: 09. Januar 2019                                             |
| 2019 | Curtain Call o Yurashite –                               | JP198 (1 Wo.)JP | Erstveröffentlichung: 20. November 2019 Abspann: Duel Masters (2017)              |
| 2020 | Play the World! –                                        | JP39 (7 Wo.)JP | Erstveröffentlichung: 26. Februar 2020 Abspann: Bofuri. (1. Staffel)              |
| 2020 | Start! –                                                 | JP101 (2 Wo.)JP | Erstveröffentlichung: 10. November 2020 Abspann: Duel Masters King                |
| 2024 | Windshifter –                                            | JP31 (4 Wo.)JP | Erstveröffentlichung: 22. Mai 2024 Vorspann: Rinkai!                              |
| 2025 | Palette Days –                                           | JP37 (3 Wo.)JP | Erstveröffentlichung: 26. Februar 2025 Vorspann: Welcome to Japan, Ms. Elf!       |
| 2025 | Majestic Catastrophe –                                   | — | Erstveröffentlichung: 27. August 2025 Abspann: Apocalypse Bringer Mynoghra        |
| Folgende Lieder erschienen lediglich auf digitaler Ebene als Musikdownload und im Musikstreaming und sind daher in den Oricon-Singlecharts nicht einstiegsberechtigt. |                                                          | |                                                                                   |
| |                                                          | |                                                                                   |
| 2016 | Starly Nights –                                          | — | Erstveröffentlichung: 30. November 2016                                           |
| 2018 | Meitei –                                                 | — | Erstveröffentlichung: 21. Februar 2018                                            |
| 2018 | Imperfect –                                              | — | Erstveröffentlichung: 04. April 2018                                              |
| 2018 | When I… (Game Version) –                                 | — | Erstveröffentlichung: 31. Oktober 2018                                            |
| 2018 | Realization (Game Version) –                             | — | Erstveröffentlichung: 26. Dezember 2018                                           |
| 2018 | Departure –                                              | — | Erstveröffentlichung: 26. Dezember 2018                                           |
| 2021 | Yotsumegami –                                            | — | Erstveröffentlichung: 19. Februar 2021 Vor- und Abspann: Yotsumegami (Handyspiel) |
| 2021 | Nameko no Uta –                                          | — | Erstveröffentlichung: 19. Juli 2021                                               |
| 2022 | Meitei (Special Version) –                               | — | Erstveröffentlichung: 21. Dezember 2022                                           |

### Mit Re-Connect
| Jahr | Titel Album     | Anmerkungen                                                                            |
| ---- | --------------- | -------------------------------------------------------------------------------------- |
| 2018 | Koi Hanarenbo – | Erstveröffentlichung: 8. Juni 2018 Koihana Renbo: Abspannmusik zum Anime To Be Heroine |

### Als Teil von Ave Mujica
- → Hauptartikel: BanG Dream!/Diskografie#Ave Mujica

## Schauspielrollen (Auswahl)
- 2009: Annie als Annie
- 2023: Kageki Shoujo!! als Ayako Yamada[39]
- 2025: Kageki Shoujo!! Chapter 3 The Final als Ayako Yamada[40]

## Sprechrollen
| Anime-Produktionen (Auswahl) - 2017: Clione no Akari als Nanami Yukine - 2018: Dropkick on My Devil! als Poporon - 2019: Kiratto Pri Chan als Daia Nijinosaki - 2021: Kageki Shojo!! als Ayako Yamada - 2023: World Dai Star als Chisa Sasuga - 2023: BanG Dream! It’s MyGO!!!!! als Uika Misumi - 2024: Rinkai! als Kurume Tsutsuji - 2025: BanG Dream! Ave Mujica als Uika Misumi - 2025: Welcome to Japan, Ms. Elf! als Mewi - 2025: Apocalypse Bringer Mynoghra als Emle | Videospiele (Auswahl) - 2020: Death End Request 2 als Makoto Franper - 2022: Azure Striker Gunvolt 3 als Layla, Luxia - 2022: Love Live! School Idol Festival All Stars als Uzuki Satō - 2023: World Dai Star: Yume no Stellarium als Chisa Sasuga - 2023: BanG Dream! Girls Band Party! als Uika Misumi - 2024: Tokyo 7th Sisters als Alina Laisto - 2024: Gunvolt Records Cychronicle als Luxia |